# Castillo de Castelo Melhor
El Castillo de Castelo Melhor (Portugués: Castelo de Castelo Melhor) es un castillo  medieval situado en la parroquia civil de Castelo Melhor, en el municipio de Vila Nova de Foz Côa,  Guarda Portugal. El castillo es uno de los mejores ejemplos de fortalezas medievales secundarias, erigidas en una de las zonas más periféricas de los reinos peninsulares.

## Historia

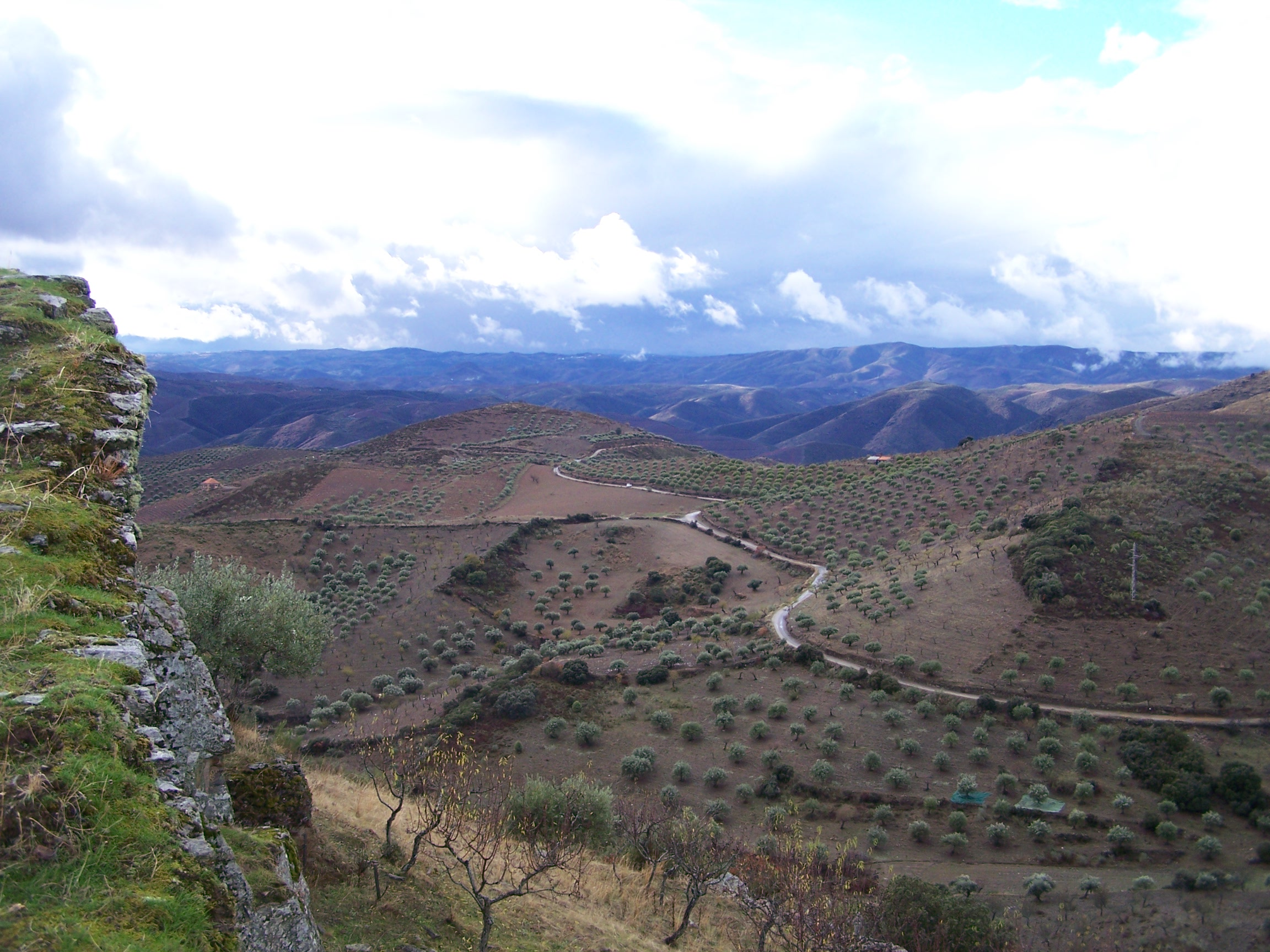
Vistas al valle del río Coa desde las murallas

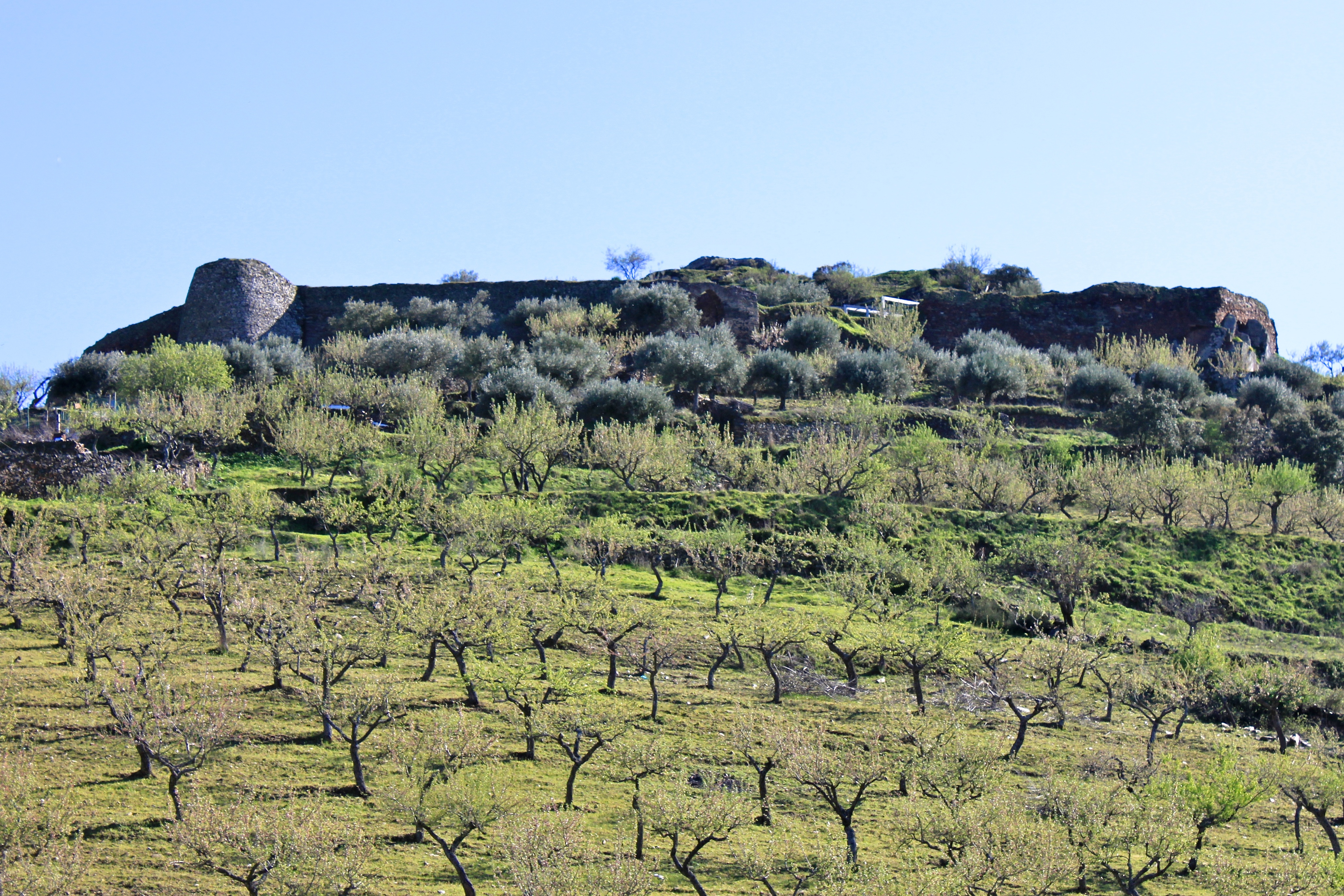
Las paredes que rodean la cima de la colina con olivares en primer plano

Durante la época prerromana, el sitio fue ocupado por un  castro fundado por los pueblos Turduli.
En el siglo XII, las tierras ya estaban ocupadas por las fuerzas del Leonesa. El proyecto fue concebido por los leoneses y comenzó en el siglo XIII, período que correspondió a una intensa fortificación de las líneas de Riba-Côa, zona que estuvo constantemente en disputa entre los monarcas portugueses y castellanos. Fue en este contexto que el rey D. Alfonso VII de León concedió un foral (carta) a Castelo Melhor entre 1209 y 1210, ordenando simultáneamente la construcción del "castillo", con el fin de consolidar la población y el ejército, que llegaría a ser importante en los siglos siguientes.
Como consecuencia del Tratado de Alcañices, en 1297, la tierra se integró en el territorio portugués. El 12 de junio de 1298, el rey don Dinis confirmó los privilegios otorgados durante el dominio leonés, afirmando la importancia del nuevo espacio. Al mismo tiempo, ordenó las obras del castillo y dotó a la ciudad de un nuevo propósito administrativo, aunque continuó proyectando una importancia militar secundaria dentro de las líneas militares de Riba-Côa.
Este estatuto menor fue apoyado por el Rey Denis. Además de su transformación y posteriores ruinas, limitó la reformulación al "sistema de entrada al castillo, cuya puerta comenzó a estar flanqueada por dos torres rectangulares". Esta solución, por su simbolismo escenográfico y autoritario transmitió la autoridad real en la región. Paralelamente a la muralla perimetral, la torre, generalmente circular y singular, estaba "orientada hacia el asentamiento, protegiendo el flanco único por el que se podía acceder". La confirmación por parte de Dionisio de los privilegios de Alfonso, que evitaba cualquier cambio brusco en la población o en la organización administrativa de la ciudad, pero añadía una torre de vigilancia.
En el último cuarto del siglo XIV, se realizaron las primeras reparaciones en el castillo, durante el reinado del Rey D. Fernando. Entre 1383 y 1385, durante la crisis dinástica, el castillo se convirtió en el dominio del Reino de Castilla. Tras el Tratado de Monção, el 29 de noviembre de 1389, la Corona portuguesa obtuvo las plazas de Olivença, Noudar, Mértola, Castelo Mendo y Castelo Melhor, mientras cedía Salvaterra y Tui.
En el primer cuarto del siglo XV, las reparaciones se llevaron a cabo durante el reinado de los reyes D. Juan I y D. Afonso V. A principios de este siglo (en 1422) el Rol dos Besteiros, se refiere al Castelo Melhor que incluía unos 1704 habitantes. El rey Afonso V se vio obligado a conferir a Castelo Melhor el estatuto de ciudad, integrándolo con el municipio de Almendra, lo que dio lugar al municipio de Almendra y Castelo Melhor. Durante la Inquirição (investigación real) de 1496 sólo había 204 habitantes en el territorio.
A finales del siglo XV, el rey D. Juan II donó las tierras de Castelo Melhor a João Fernandes Cabral por 4000 coronas por su matrimonio con Joana Coutinho. En el siglo siguiente, muchas de las familias nobles importantes se unieron al alcalde de los castillos, y la fortaleza cayó en manos de los Cabral, que eran responsables del alcalde de Belmonte. Pero, incluso cuando Belmonte se convirtió en la sede de su poder, resultando la construcción de su sede, en Castelo Melhor, poco quedó. Alrededor de esta época (1527), Castelo Melhor fue mencionado en el Cadastro da População do Reino (Catastro de la Población del Reino) como parte de la ciudad de Almendra. En 1584, fue elevado al estatus de sede del condado, a favor de Rui Mendes de Vasconcelos.
Durante el contexto de las Guerras de Restauración, en 1640, se construyó una batería de artillería en el flanco este de la cima de la colina.
En el siglo XVIII, Castelo Melhor ya era un subordinado de Almendre y sus donatarios eran los Condes de Castelo Melhor.
El 17 de abril de 1758, en las Memorias Parroquiales de 1758, firmadas por el párroco José Gonçalves da Guerra, el asentamiento fue reconocido como feudo donatario de D. José de Caminha Vasconcelos e Sousa, Faro, Távora e Veiga, conde de Castelo Melhor, y contaba con una población de 89 habitantes. Al castillo se le concedió el título de sede del condado, sin guarnición, pero defendible por necesidad.
En 1766, la ciudad fue elevada al rango de marquesado a favor del 4º Conde, José de Vasconcelos y Sousa Caminha da Câmara Faro e Veiga; el último titular fue el 7º Marqués, Elena Maria de Vasconcelos y Sousa Ximenes.
En 1855, se extinguió el municipio de Almendra e Castelo Melhor, a favor del municipio de Vila Nova de Foz Côa.

## Arquitectura

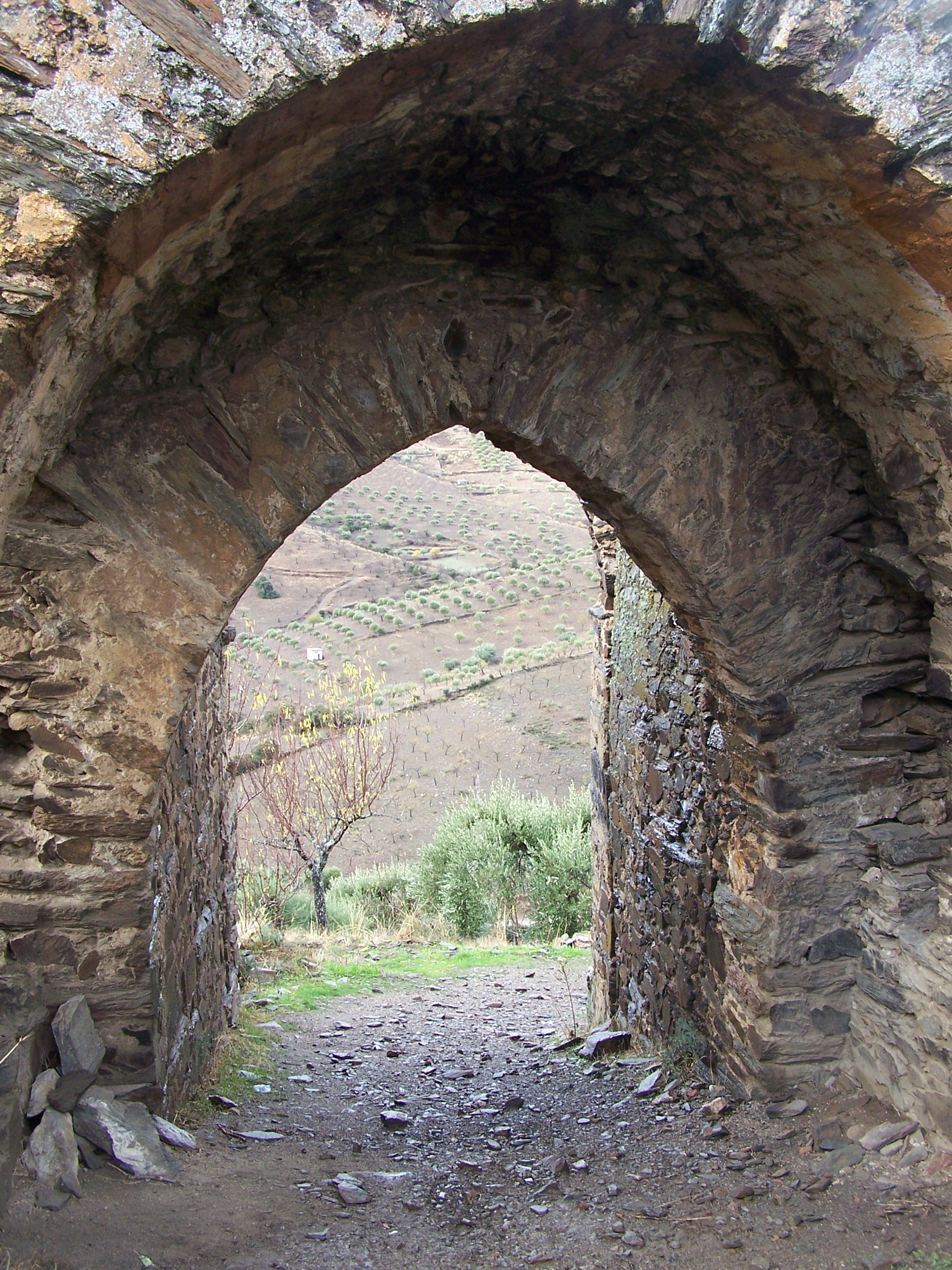
La puerta arqueada ubicada en la esquina noroeste del castillo.

El castillo de Castelo Melhor está situado en una región rural, sobre el nivel del mar, con vistas a un asentamiento urbano en el margen derecho del río Coa. El río Duero está situado al norte, mientras que el Côa está situado al oeste. Su patio está construido sobre la superficie cubierta de roca integrando grandes rocas.
El castillo sigue una forma poligonal irregular en la cima de la colina. Los muros dañados consisten en pequeñas piedras de esquisto sin  merlones y una escalera de acceso a las almenas, con una puerta de triple arco en el noroeste. Una torre circular se encuentra detrás del muro norte. Entre la puerta y la torre se encuentran los vestigios de un muro de refuerzo, similar a una estructura a lo largo del muro sur, que indican la antigua existencia de una barbacana. Detrás de la parte este y noroeste del muro hay tres ménsulas cónicas. En la parte noreste del patio se encuentra una cisterna circular, sin revestimiento, con varios restos de edificios rectangulares en el patio.